# Skifferkulturen
Skifferkulturen, tekno-komplex utvecklad i Norrland med blomstringstid (samhällshöjdpunkt) cirka 3300-2000 f.Kr. som kännetecknas av sin rika uppsättning slipade skifferspetsar och skifferknivar samt sina slagna kvartsit- och kvartsartefakter, främst skrapor. Kulturen utbreder sig från Limes Norrlandicus i Sverige och något nordligare i Norge till Varangerfjord i Finnmark fylke. Även om skifferkulturen har nått ända ner till Värmland och Dalarna, kan man sannolikt tolka förekomsten av skiffer- och kvartsartefakter som resultat av kolonisation, ackulturation och utbyte. Anses vara en vidareutveckling av Nöstvetkulturen och Lihultkulturen. Eventuellt utvecklades Skifferkulturen under inflytande från Suomusjärvikulturens bladformiga skifferspetsar och kvartsanvändning under slutet av 5000 f.Kr..
Ornamentiken på djurhuvudskaftade skifferredskapen anses vara samma konst som konturhuggna jaktristningar. I det norrländska inlandet återfinns sådana fångstkonstlokaler i närheten av fångstgropar och fångstboplatser. Det faktum att fyndplatserna finns längs med kusterna i resursrika flodmynnings-, fjord- och skärgårdsområden samt att de kraftiga husgrunderna som påträffas (till exempel Varangerfjord, Söröy och Traena) kan indikera att skifferkultursamhället var fast bosatt beroende på behovet att lagra marina och animaliska födor i fångstgropar, njallor, på torkställningar och så vidare.
Längs efter den norrländska kustzonen dominerar fisk och vikaresäl helt och på norska kusten knubbsäl, val och fisk. Man har inte kunnat säkra några spår av jordbruk, boskapsskötsel eller keramik.
Eftersom skifferkulturens utbredningsområde i stora drag överensstämmer med samernas bosättningsområde under historisk tid drog två arkeologer, svensken Hans Hildebrand och norrmannen Oluf Rygh, på 1860-talet slutsatsen att skifferkulturens lämningar var spår efter tidiga samer. Idag tror dock arkeologerna att stenåldersmänniskornas identitet snarare var knuten till den lokala gruppen och inte till någon stor, övergripande enhet motsvarande det samiska folket.

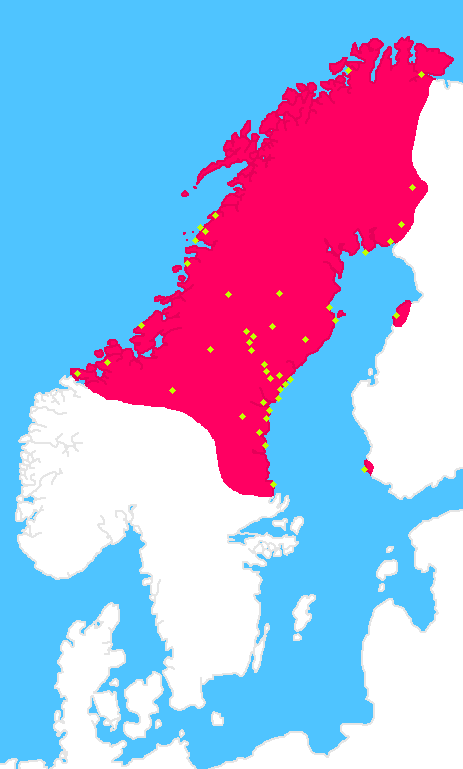
Spridningen av skifferknivar med djurhuvud i Fennoskandinavien.